# Ochotona macrotis
Espèce
Statut de conservation UICN

 LC  : Préoccupation mineure
Ochotona macrotis est une espèce de la famille des Ochotonidae. Comme tous les pikas, c'est un petit mammifère lagomorphe.

## Liste des sous-espèces
Selon NCBI (3 juil. 2010) :
- sous-espèce Ochotona macrotis macrotis